# Coenwulf de Mercia
Coenwulf (también transcrito como Cenwulf, Kenulf, o Kenwulph) fue rey de Mercia desde diciembre de 796 hasta su muerte en 821. Descendía de un hermano de Penda, que había gobernado Mercia a mediados del siglo VII. Sucedió en el trono a Ecfrido, hijo de Offa; Ecgfrith solo reinó cinco meses, y Coenwulf ascendió al trono el mismo año en que Offa murió. Durante sus primeros años de reinado, Coenwulf tuvo que sofocar una revuelta en Kent, territorio controlado por Offa. Eadberht Præn regresó de su exilio en Francia para reclamar el trono kentiano, y Coenwulf tuvo que esperar a recibir las bendiciones del papa para poder intervenir. Cuándo Leon III excomulgó a Eadberht, Coenwulf invadió Kent y lo recuperó para Mercia; Eadberht fue hecho prisionero, cegado, y se le amputaron las manos. Coenwulf también parece haber perdido el control de Estanglia al comienzo de su reinado, ya que disponemos de una acuñación de moneda independiente emitida por Eadwald. Monedas de Coenwulf reaparecen en 805, indicando que el reino estaba nuevamente bajo control merciano. Se conserva registro de varias campañas de Coenwulf contra los galeses, pero solo una contra Northumbria, en 801, aunque es probable que Coenwulf continuara apoyando a adversarios de Eardwulf de Northumbria.
Coenwulf tuvo un enfrentamiento con el Arzobispo Wulfred de Canterbury sobre el asunto de si la población laica podía tener el control de monasterios y conventos. La ruptura de la relación entre ambos llegó al punto de que el arzobispo fue incapaz de desempeñar sus funciones durante más de cuatro años. Una resolución parcial se alcanzó en 822 con el sucesor de Coenwulf, Ceolwulf, pero el acuerdo definitivo se logrará en 826 que entre Wulfred y Cwoenthryth, hija de Coenwulf, y que había sido la principal beneficiaria de las donaciones de las donaciones de Coenwulf.
Coenwulf fue sucedido por su hermano, Ceolwulf; una leyenda del siglo XI y por lo tanto posterior a la invasión normanda, afirma que su hijo Cynehelm fue asesinado para obtener la sucesión. Al cabo de dos años el tío de este, Ceolwulf, había sido depuesto, y la corona quedó definitivamente fuera de la familia de Coenwulf. Coenwulf fue el último rey de Mercia que disfrutó de una notable hegemonía sobre el resto de reinos anglosajones. Una década después de su muerte, el rey Egberto de Wessex había alcanzado una posición preponderante, y Mercia nunca recuperó su antigua posición.

## Contexto y fuentes
Durante la mayor parte del siglo VIII, Mercia era dominante entre los reinos anglosajones al sur del río Humber. Æthelbald, que llegó al trono en 716, se estableció como señor de los anglosajones del sur hacia 731. Fue asesinado en 757, y sucedido brevemente por Beornred, pero al cabo de un año Offa lo derrocó y accedió al trono. Eadburh, hija de Offa, se casó con Beorhtric de Wessex en 789, y Beorhtric se convirtió en aliado. En Kent, Offa intervino decisivamente en la década de 780 y en algún momento se convirtió en señor de Estanglia, cuyo rey, Æthelred, fue decapitado por orden de Offa en 794.
Offa parece haberse movido para eliminar los posibles rivales dinásticos a la sucesión de su hijo, Ecgfrith. Según una carta contemporánea de Alcuino de York, un diácono y erudito inglés que pasó más de diez años como asesor en la corte de Carlomagno, "la venganza de la sangre derramada por el padre alcanzó al hijo"; Alcuino añadió, "Esto no fue el fortalecimiento del reino, sino su ruina." Offa murió en julio 796. Ecgfrith le sucedió, pero reinó menos de cinco meses antes de que Coenwulf llegara al trono. Las fuentes supervivientes no dejan constancia de si Ecgfrith murió de causas naturales o fue asesinado, aunque la carta de Alcuino parece indicar esto último.
Un significativo corpus de cartas data de este periodo, especialmente de Alcuino, que mantuvo correspondencia con reyes, nobles, y eclesiásticos de toda Inglaterra. También han sobrevivido cartas Coenwulf y el papado. Otra fuente clave para el periodo es la Crónica anglosajona, una colección de anales escrita en inglés antiguo narrando la historia de los anglosajones. No obstante, la Crónica fue escrita en Wessex, y en ocasiones se considera que tiene cierto sesgo a favor de este reino. Los diplomas que datan del reinado de Coenwulf han sobrevivido; estos fueron documentos donde se registraban las donaciones a eclesiásticos y partidarios y eran legitimados por los reyes que tenían la autoridad para donar la tierra. En la lista de testigos adjunta al diploma podían aparecer los nombres del rey sometido y de su señor. Esto sucede, por ejemplo en el Diploma de Ismere, por ejemplo, donde Æthelric, hijo de rey Oshere de Hwicce, está descrito como "subregulus", o virrey, de Æthelbald.

## Mercia y el sur de Inglaterra a la muerte de Ecgfrith
Según la Crónica anglosajona, Ecgfrith solo reinó durante 141 días. Se sabe que Offa murió en julio de 796, así que Ecgfrith falleció en diciembre del mismo año. Coenwulf sucedió a Ecgfrith como rey. El padre de Coenwulf se llamaba Cuthberht, que pudo haber un ealdorman, mencionado en varios diplomas datados durante el reinado de Offa. Coenwulf aparece también como testigo de varios diplomas durante esa época. Según la genealogía de reyes de Mercia preservada en la Anglian colección Coenwulf descendía de un hermano de Penda llamado Cenwealh, del que no hay ningún otro registro. Es posible que se refiera a Cenwealh de Wessex, que desposó (y más tarde repudió) a una hermana de Penda.
El linaje de Coenwulf podría tener conexiones también con la familia real Hwicce, un subreino de Mercia en torno al curso inferior del río Severn. Parece que la familia de Coenwulf era poderosa, pero no pertenecía al linaje real de Mercia. Una carta escrita por Alcuino al pueblo de Kent en 797 lamenta que "ahora no se puede encontrar a casi nadie de los antiguos linajes reales". Eardwulf de Northumbria, llegó al trono en 796, al igual que Coenwulf, así que no está muy claro qué quiso decir Alcuino, pero puede entenderse como una calumnia hacia cualquiera de los dos. Las opiniones de Alcuino sobre Coenwulf eran ciertamente negativas, considerándole un tirano y criticándole por rechazar una mujer y tomar otra. Alcuino escribió a un noble Merciano para pedirle que saludara pacíficamente a Coenwulf "si es posible hacer eso", implicando dudas acerca de la política Coenwulf hacia los carolingios.
Los primeros años del reinado de Coenwulf están marcados por la ruptura del control de Mercia sobre el sur de Inglaterra. En Estanglia, Eadwaldo acuñó moneda en esa época, implicando que no era súbdito de Mercia. Un diploma de 799 parece indicar que Wessex y Mercia estaban distanciados desde hacía algún tiempo, aunque hay dudas sobre su autenticidad. En Kent se inició una revuelta, probablemente empezando tras la muerte de Ecgfrith, aunque se ha sugerido había comenzado ese mismo año, antes incluso de la muerte de Offa. La revuelta estuvo dirigida por Eadberht Præn, que había estado exiliado en la corte de Carlomagno: la causa de Eadberht contaba casi con certeza con el apoyo carolingio. Eadberht se convirtió en rey de Kent, y Æthelheard, el arzobispo de Canterbury en aquel tiempo, huyó de su sede;  probablemente se saqueó la Catedral de Canterbury.

## Reinado

Sur de Inglaterra durante el reinado de Coenwulf

Coenwulf no estaba muy dispuesto a intervenir militarmente en Kent sin que León III reconociera que Eadberht era un impostor. La base para esta afirmación era que se decía que Eadberht había sido sacerdote, y como tal habría renunciado a cualquier derecho al trono. Coenwulf escribió al papa y le pidió que hiciese de Londres la sede del arzobispado del sur, en lugar de Canterbury, entre otras razones por la pérdida del control merciano sobre Kent. León se negó a trasladar la sede a Londres, pero en la misma carta admitió que la ordenación previa de Eadberht le privaba del derecho al trono:

En referencia a la carta que el santo y reverentísimo Æthelheard nos envió [...] acerca del clérigo apóstata que ascendió al trono [...] lo excomulgamos y rechazamos, para salvaguarda de su alma. Si porfiare en su malvado comportamiento, rogamos nos informe de inmediato para permitirnos [escribir a] los príncipes y al pueblo todo que habita en la isla de Bretaña, exhortándolos a expulsarlo y eliminar su pérfida autoridad y garantizar así la salvación de su alma

Esta autorización del papa para actuar contra Eadberht se retrasó hasta 798, pero una vez fue recibida, Coenwulf pasó a la acción. Los mercianos capturaron a Eadberht, le sacaron los ojos, le cortaron las manos y lo llevaron encadenado a Mercia donde, según una tradición posterior, fue encarcelado en Winchcombe, una institución religiosa estrechamente vinculada a la familia de Coenwulf. Como muy tarde en 801, Coenwulf había colocado a su hermano, Cuthred, en el trono de Kent. Cuthred gobernó hasta su muerte en 807, tras la que Coenwulf tomó control de Kent de hecho y de derecho. Coenwulf se proclamó «rey de los mercianos y de la provincia de Kent» (rex Merciorum atque provincie Cancie) en una carta datada en 809.
La dominación de Offa sobre Essex continuó con Coenwulf. Sigerico de Essex partió para Roma en 798, según la Crónica anglosajona, presumiblemente tras abdicar en favor de su hijo, Sigeredo. Sigeredo aparece en dos documentos de Coenwulf de 811 como rey (rex) de Essex, pero en otros posteriores se lo cita ya únicamente como subregulus, o virrey, y más tarde a dux o ealdorman.

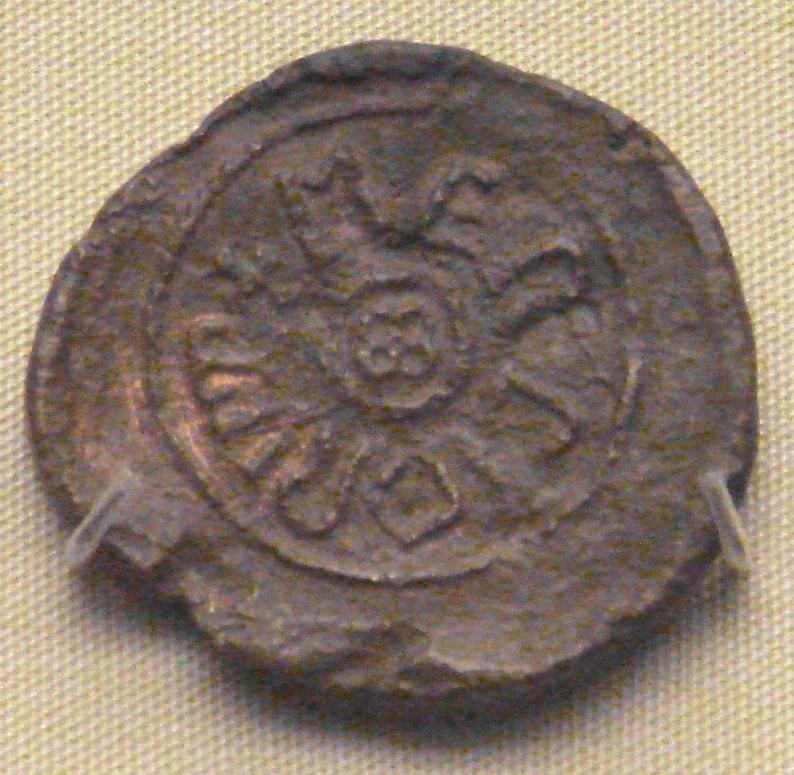
Bulla de plomo de rey Coenwulf de Mercia. Museo británico.

El curso de los acontecimientos en Estanglia es menos claro, pero las acuñaciones de Eadwaldo cesaron y Coenwulf comenzó a emitir nuevas monedas a partir de 805 aproximadamente, así que es probable que Coenwulf restableciese el dominio merciano en la región. La reanudación de relaciones amistosas con Wessex bajo Beorhtric sufrió un contratiempo cuando Beorhtric murió y el trono de Wessex pasó a Egbert, que, como Eadberht, había estado exiliado en la corte de Carlomagno. La Crónica anglosajona recuerda que el mismo día que Egbert subió al trono, un ealdorman de Hwicce llamado Æthelmund cruzó el Támesis en Kempsford al frente de algunas tropas, pero fue derrotado por los hombres de Wiltshire acaudillados por Weohstan, otro ealdorman. Egbert también pudo tener derechos al trono de Kent, según la Crónica, pero no trató de recuperarlo durante el reinado de Coenwulf. Egbert parece haber sido independiente de Mercia desde el principio de su reinado, y esto supuso que Coenwulf nunca pudo proclamarse señor de los ingleses meridionales como habían hecho Offa y Æthelbald. No obstante, se arrogó el título de «emperador» en un diploma; fue el único rey anglosajón en hacerlo antes del siglo X.
En 796 o 797 los galeses se enfrentaron a los ejércitos de Mercia en Rhuddlan. En 798 Coenwulf pudo responder a la invasión galesa invadiendo a su vez el territorio vecino; en la incursión, dio muerte a Caradog ap Meirion, rey de Gwynedd. Se desencadenó entonces una guerra civil en este en la década de 810, que acabó con la victoria de Hywel ap Caradog en 816 u 817; Coenwulf invadió nuevamente el territorio galés, esta vez saqueando Snowdonia y ocupando Rhufuniog, un territorio cercano a Rhos. No está claro si los mercianos participaron en una batalla que tuvo lugar en Anglesey en 817 u 818, pero al año siguiente Coenwulf y su ejército devastaron Dyfed.
El rey de Northumbria, Æthelred, fue asesinado en abril de 796, y menos de un mes más tarde su sucesor, Osbald, fue depuesto en favor de Eardwulf. Eardwulf dio muerte a Alhmund en 800; Alhmund era el hijo del rey Alhred de Northumbria, que había reinado entre 765 y 774. La muerte de Alhmund fue considerada como martirio, y su culto arraigó en Derby, territorio merciano, quizás indicando cierta implicación de Mercia en la política northumbriana de la época. Coenwulf acogió a los enemigos de Eardwulf, que se habían exiliado de Northumbria, a lo que Eardwulf respondió invadiendo Mercia en 801. La invasión fracasó y los dos bandos firmaron por tanto la paz sin que hubiese un claro vencedor. Coenwulf pudo haber estado también detrás del golpe de Estado que en 806 privó a Eardwulf del trono y posiblemente continuó apoyando a los enemigos de Eardwulf cuando este recuperó el poder en 808.

## Relaciones con la iglesia

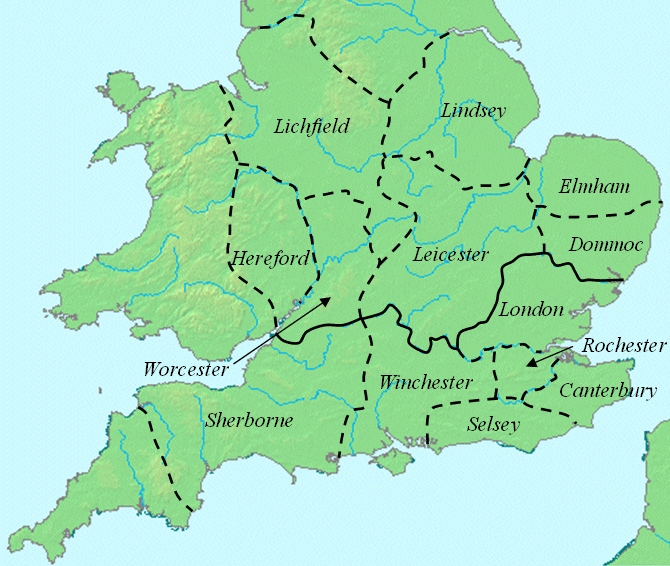
Las diócesis de Inglaterra durante el reinado de Coenwulf reinado. La frontera entre las archidiócesis de Lichfield y Canterbury se muestra en negrita

En 787, Offa había persuadido a la Iglesia para crear un nuevo arzobispado en Lichfield, dividiendo la archidiócesis de Canterbury. La nueva archidiócesis incluiría las sedes de Worcester, Hereford, Leicester, Lindsey, Dommoc, y Elmham; estos eran esencialmente los territorios anglos de las midlands. Canterbury mantuvo las sedes del sur y sureste. Hygeberht, obispo de Lichfield, fue el primer y único arzobispo de la nueva archidiócesis.
Dos versiones de los acontecimientos que llevaron a la creación de la nueva archidiócesis aparecen en un intercambio epistolar en 798 entre Coenwulf y el Papa León III. Coenwulf afirmaba en su carta que Offa quiso que la archidiócesis fuera creada por su enemistad con Jaenberht, Arzobispo de Canterbury; pero León respondió que la razón única por la que el papado había aceptado su creación fue el tamaño del reino de Mercia. Los comentarios de ambos Coenwulf y León son parciales, ya que cada uno tenía sus propias razones: Coenwulf trababa de que León convirtiera a Londres en la única archidiócesis del sur, mientras que el papa estaba preocupado de evitar la apariencia de complicidad con Offa. El deseo de Coenwulf de trasladar el arzobispado a Londres habría tenido efectos sobre la situación en Kent, donde el arzobispo Æthelheard había tenido que huir de Eadberht Præn. Coenwulf habría deseado retener control sobre la sede archiepiscopal, y en la época en que escribía al papa, Kent era independiente de Mercia.
Æthelheard, que había sucedido a Jaenberht en 792, había sido el abad de un monasterio en Louth en Lindsey. El 18 de enero de 802 Æthelheard recibió un privilegio papal que reestablecía su autoridad sobre todas las iglesias en la archidiócesis de Lichfield así como de Canterbury. Æthelheard celebró un concilio en Clovesho el 12 de octubre de 803 que despojó a Lichfield de su estatus de archidiócesis. Aun así, parece que Hygeberht ya había sido relevado de su cargo; un tal Hygeberht asistió al concilio como cabeza de la Iglesia en Mercia pero firmando como un abad.
El arzobispo Æthelheard murió en 805 y fue sucedido por Wulfred. Wulfred recibió el privilegio de acuñar monedas en las que no apareciera Coenwulf en el reverso, probablemente indicando mantenía buenas relaciones con el rey merciano. En 808 hubo evidentemente un conflicto de alguna clase: una carta del Papa León a Carlomagno mencionaba que Coenwulf aún no había firmado la paz con Wulfred. Después de esto, no se menciona ninguna disputa más hasta 816, cuándo Wulfred presidió un concilio que atacaba el control laico sobre las casas religiosas. El concilio, celebrado en Chelsea, afirmaba que Coenwulf no tenía derecho a realizar nombramientos en conventos y monasterios, pese a que tanto el papa León como su predecesor, Adriano I, habían otorgado a Offa y Coenwulf el derecho de hacerlo. Coenwulf acababa de nombrar a su hija, Cwoenthryth, como abadesa de Minster-en-Thanet. León murió en 816, y su sucesor, Esteban IV, el enero siguiente; el nuevo nuevo, Pascal I confirmó los privilegios de Coenwulf pero esto no acabó con la disputa. En 817 Wulfred aparece en dos diplomas por los que Coenwulf entregaba tierras a Deneberht, obispo de Worcester, pero hay no más registros de Wulfred actuando como arzobispo durante el resto del reinado de Coenwulf. Un relato registra que la disputa entre Wulfred y Coenwulf acabó con Wulfred siendo privado de su oficio durante seis años, sin que en ese periodo se realizaran bautizos, pero esto puede haber sido una exageración, siendo cuatro años el plazo más probable de suspensión.
En 821, el año de la muerte de Coenwulf tuvo lugar un concilio en Londres, en el que Coenwulf amenazó con exiliar a Wulfred si el arzobispo no entregaba una propiedad de 300 hides y realizaba un pago de 120 libras al rey. Según los registros, Wulfred aceptó estas condiciones, pero el conflicto continuó hasta después de la muerte de Coenwulf, llegándose a un acuerdo final entre Wulfred y Cwoenthryth, hija de Coenwulf en 826 u 827. Aun así, Wulfred ofició la consagración como rey de Ceolwulf, hermano y heredero de Coenwulf, el 17 de septiembre de 822, así que es evidente que se hubiera logrado algún acuerdo en aquel momento. Es probable que Wulfred hubiera continuado sus labores como arzobispo ese mismo año.

## Familia y sucesión

Coenwulf árbol familiar

Un diploma de 799 hace constar una esposa de Coenwulf llamada Cynegyth; el diploma está falsificado, pero este detalle es posiblemente preciso. Ælfthryth aparece nuevamente como esposa de Coenwulf de forma más fidedigna en varios diplomas datados entre 804 y 817. La hija de Coenwulf, Cwoenthryth, le sobrevivió y heredó el monasterio en Winchcombe qué Coenwulf había establecido como parte del patrimonio de su familia. Cwoenthryth posteriormente participó en una larga disputa con el Arzobispo Wulfred sobre sus derechos al monasterio. Coenwulf también tuvo un hijo, Cynehelm, que llegaría a ser como santo, con un culto que data de al menos la década de 970. Según el biógrafo de Alfredo el Grande, el monje y obispo galés, Asser, la mujer de Alfred, Ealhswith, descendería de Coenwulf a través de su madre, Eadburh, aunque Asser no dice de cuál de los hijos de Coenwulf descendería Eadburh.
Coenwulf murió en 821 en Basingwerk cerca de Holywell, Flintshire, probablemente mientras hacía los preparativos para una campaña contra los galeses que se realizó bajo su hermano y sucesor, Ceolwulf, el año siguiente. Una fuente de mediados del siglo XI afirma que Cynehelm ascendió brevemente al trono mientras todavía era un niño y que fue entonces asesinado por su tutor Æscberht en beneficio de Cwoenthryth. Esta versión de los acontecimientos "está plagada de problemas históricos", según un historiador, y es también posible que se pueda identificar a Cynehelm con un ealdorman que aparece en diplomas datados en el reinado de Coewnulf y que parece haber muerto aproximadamente en 812. La opinión de los historiadores no es unánime en este punto: Simon Keynes ha sugerido que es improbable que el ealdorman sea la misma persona que el príncipe y que Cynehelm pudo por tanto haber sobrevivido al final del reinado de su padre. Independientemente de la interpretación de la leyenda, parece existir una discordancia dinástica a comienzos del reinado de Ceolwulf; un documento de 825 afirma que "grand discordia e innumerables desacuerdos se produjeron entre varios reyes, nobles, obispos y ministros de la Iglesia de Dios sobre muchos asuntos del negocio mundano".
Coenwulf fue el último de una serie de reyes de Mercia que comenzó con Penda a comienzos del siglo VII, que ejercieron dominancia sobre todo el sur de Inglaterra. En los años que siguieron a su muerte, la posición de Mercia se debilitó, y la batalla de Ellendun en 825 marcó el comienzo de la hegemonía de Egbert de Wessex al sur del Humber.